# Ross (Texas)
Pour les articles homonymes, voir Ross.
La ville de Ross est située dans le comté de McLennan, dans l’État du Texas, aux États-Unis. Sa population s’élevait à 283 habitants lors du recensement de 2010, estimée à 285 habitants en 2016.
Ross fait partie de l’agglomération de Waco.

## Source
- (en) Cet article est partiellement ou en totalité issu de l’article de Wikipédia en anglais intitulé « Ross, Texas » (voir la liste des auteurs).